# Vénusz (keresztnév)
A Vénusz női név a szépség és szerelem latin istennőjének, Venusnak nevéből ered. Jelentése különböző indoeurópai nyelvekben vágy, báj, gyönyör.

## Gyakorisága
Az 1990-es években szórványos név, a 2000-es években nem szerepel a 100 leggyakoribb női név között.

## Névnapok
- június 2.[2]
- augusztus 7.[2]

## Híres Vénuszok
- Venus, ősi itáliai istennő
- Venus Williams amerikai teniszező